# Вылчедрым (община)
Вылчедрым (болг. Община Вълчедръм) — община в Болгарии. Входит в состав Монтанской области. Население составляет 11 934 человека (на 21.07.05 г.).

## Состав общины
В состав общины входят следующие населённые пункты:
1. Ботево
2. Бызовец
3. Вылчедрым
4. Горни-Цибыр
5. Долни-Цибыр
6. Златия
7. Игнатово
8. Мокреш
9. Разград
10. Септемврийци
11. Черни-Врых

1. ↑  НСИ Националният регистър на населените места (болг.)